# Sennelager
Sennelager är ett militärt övnings- och förläggningsområde i nordöstra delen av den tyska delstaten Nordrhein-Westfalen, beläget norr om staden Paderborn, vid västliga kanten av landskapet Senne och strax väster om den gamla småstaden Bad Lippspringe.
Sennelager grundlades av den preussiska regeringen 1851, som en övningsplats för kavalleriet. Under första och andra världskriget användes Sennelager som krigsfångläger, under andra världskriget för ryska krigsfångar. Under Tredje riket användes Sennelager också som en allt viktigare övningsplats och som förråd för vapen och ammunition. Under kriget omgrupperades och övades nya förband, sedan gamla förband upplösts på grund av svåra förluster vid fronten och dylikt. Man utförde även vapenforskning i Sennelager, bland annat för Stridsvagnen Tiger.

## Nutid
Efter den nazistiska regimens fall förlade Brittiska armén trupper i Sennelager. Idag används övningsområdet av brittiska trupper förlagda vid Westfalen Garrison, som är en av Storbritanniens armés största utländska baser.  Där det största förbandet är i form av 20th Armoured Brigade (20. Pansarbrigaden). 
Sennelager omnämns bland annat i de föregivet självbiografiska romanerna av Sven Hassel.